# Chuzelles
Chuzelles – miejscowość i gmina we Francji, w regionie Owernia-Rodan-Alpy, w departamencie Isère.
Według danych na rok 1990 gminę zamieszkiwało 1681 osób, a gęstość zaludnienia wynosiła 129 osób/km² (wśród 2880 gmin regionu Rodan-Alpy Chuzelles plasowała się wtedy na 512. miejscu pod względem liczby ludności, natomiast pod względem powierzchni na miejscu 905.). Jej burmistrzem jest od 2008 roku Mme Marielle Morel.